# Ebersberg (Odenwald)
Ebersberg is een plaats in de Duitse gemeente Erbach (Odenwald), deelstaat Hessen, en telt 267 inwoners (2006).